# Mardin
Mardin (in arabo ماردين‎?, Mārdīn; in siriaco ܡܪܕܝܢ, Merdīn; in curdo مێردین‎, Mêrdîn) è una città del sud-est della Turchia, capitale dell'omonima provincia.
È nota per la sua architettura medievale e per la sua posizione strategica. La sua altitudine, infatti (1083 metri s.l.m.), le consente di dominare la sottostante regione dai suoi contrafforti rocciosi. A meridione della provincia di Mardin si apre il territorio siriano.
La sua popolazione, di 86948 persone, è assai eterogenea dal punto di vista etnico ed è equamente divisa tra curdi e arabi mhallami, con una piccola minoranza di assiri.
Mardin è un vocabolo aramaico che significa "fortezza".
Il centro storico della città è sotto la protezione dell'UNESCO, che vieta le nuove costruzioni per preservare la sua facciata.
Nel 2014 la città fu guidata dal sindaco Februniye Akyol, la prima ed unica donna sindaco di religione cristiana della Turchia.

## Geografia
La città si trova vicino al confine siriano ed è il centro della provincia di Mardin. La città vecchia è costruita per lo più sul versante meridionale di una lunga collina sormontata da una cresta rocciosa. Il pendio scende verso la pianura mesopotamica. La sommità del crinale è occupata dalla cittadella storica della città. Le parti più recenti della città si trovano su un terreno più basso a nord-ovest e nell'area circostante e dispongono di servizi e istituzioni moderne. L'aeroporto di Mardin si trova a sud-ovest, a 20 chilometri dalla città vecchia.

## Storia
La città fu governata successivamente da Aramei, Hurriti, Ittiti, Assiri, Babilonesi, Amorrei, Persiani, Parti, Romani, Arabi, Curdi, Selgiuchidi e Ottomani. In epoca assira faceva parte di Izalla, che si rifletteva ancora nel nome bizantino Izala. La prima menzione con il nome attuale risale al IV secolo in Ammiano Marcellino, che cita le due fortezze di Maride e Lorne sulla strada da Amida, ossia Diyarbakır, a Nisibi.
Le prime popolazioni a insediarsi stabilmente nell'area furono cristiani della Chiesa d'Oriente, che vi giunsero nel III secolo. Fino al XVIII secolo la religione predominante a Mardin rimase quella siro-orientale. Così afferma Simo Parpola:
Mardin rimase cristiana durante il dominio islamico califfale, tra il VII e il XII secolo e anche durante il periodo artuqide (dinastia turca che governò l'Anatolia orientale e la Mesopotamia settentrionale tra il XII e il XIV secolo.
La regione artuqide di Mardin cadde in mano mongola nel 1394, anche se i Mongoli non governarono mai direttamente l'area. Mardin fu più tardi dominata dal Sultanato turco degli Ak Koyunlu.
La madrasa Kasımiye fu edificata da Sultan Kasım, figlio del sultano degli Ak Koyunlu, Cihangir, tra il 1457 e il 1502.

## Popolazione
Oggi la popolazione di Mardin è composta da curdi e arabi mhallami, oltre che dalla più grande minoranza assiro/aramaica del Paese. Oltre ai musulmani e ai cristiani assiri, fino a qualche decennio fa nella provincia di Mardin vivevano alcune migliaia di curdi yazidi. La maggior parte di loro è emigrata in Europa occidentale; tuttavia, esiste ancora una piccola comunità cristiana a Mardin, che è anche la sede del vescovo.
Il Patriarca siro-ortodosso aveva sede nei pressi di Mardin dal 1293. Nel 1924 si rifugiò nel territorio del mandato francese. Dal 1850 fino al genocidio degli assiri, Mardin è stata anche la sede del capo della Chiesa cattolica siriana. L'edificio della Chiesa patriarcale è stato utilizzato dai militari dopo il genocidio fino al 1988, quando il Ministero della Cultura ha acquistato l'edificio dalla chiesa cattolica siriana e vi ha costruito il Museo di Mardin nel 1995.

## Luoghi d'interesse
Mardin è stata spesso considerata un museo a cielo aperto grazie alla sua architettura storica. La maggior parte degli edifici utilizza la roccia calcarea di colore beige che è stata estratta per secoli nelle cave della zona.
All'interno della città ci sono alcune chiese che sono state restaurate negli ultimi anni.
A circa tre chilometri dalla città si trova il Monastero di Mor Hananyo. Fu fondato nel 493 ed è uno dei centri religiosi di Tur Abdin, che per secoli fu anche sede dei patriarchi o contro-patriarchi della Chiesa ortodossa siriana, che qui sono sepolti nel monastero. Il patriarcato fu trasferito in Siria nel 1933 a causa delle persecuzioni dei cristiani in Turchia, prima ad Homs e da lì a Damasco nel 1959.
Mardin è sede vescovile titolare della Chiesa cattolica armena, della Chiesa cattolica caldea e della Chiesa cattolica siriaca.

## Galleria d'immagini

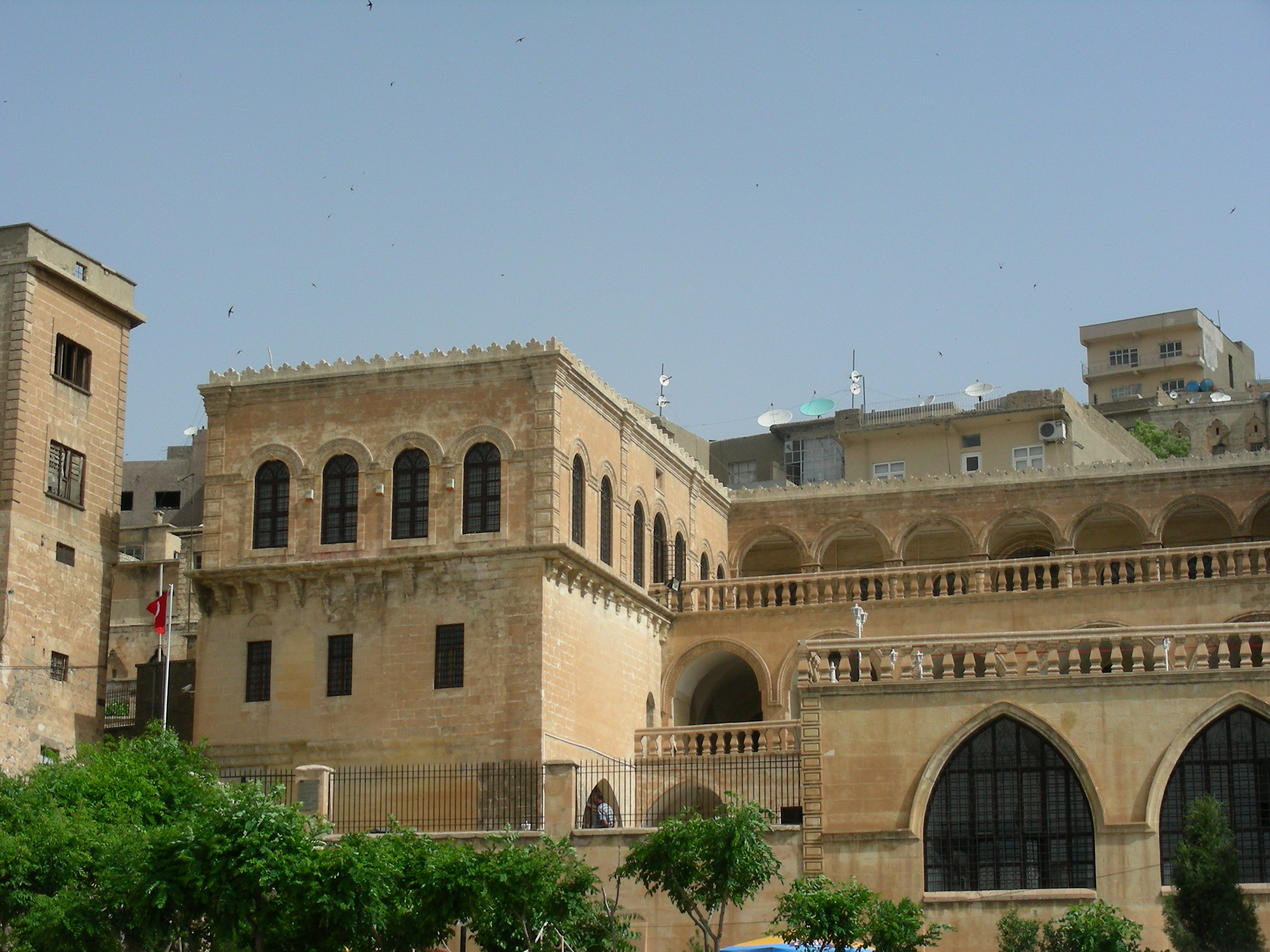
Edifici del centro storico
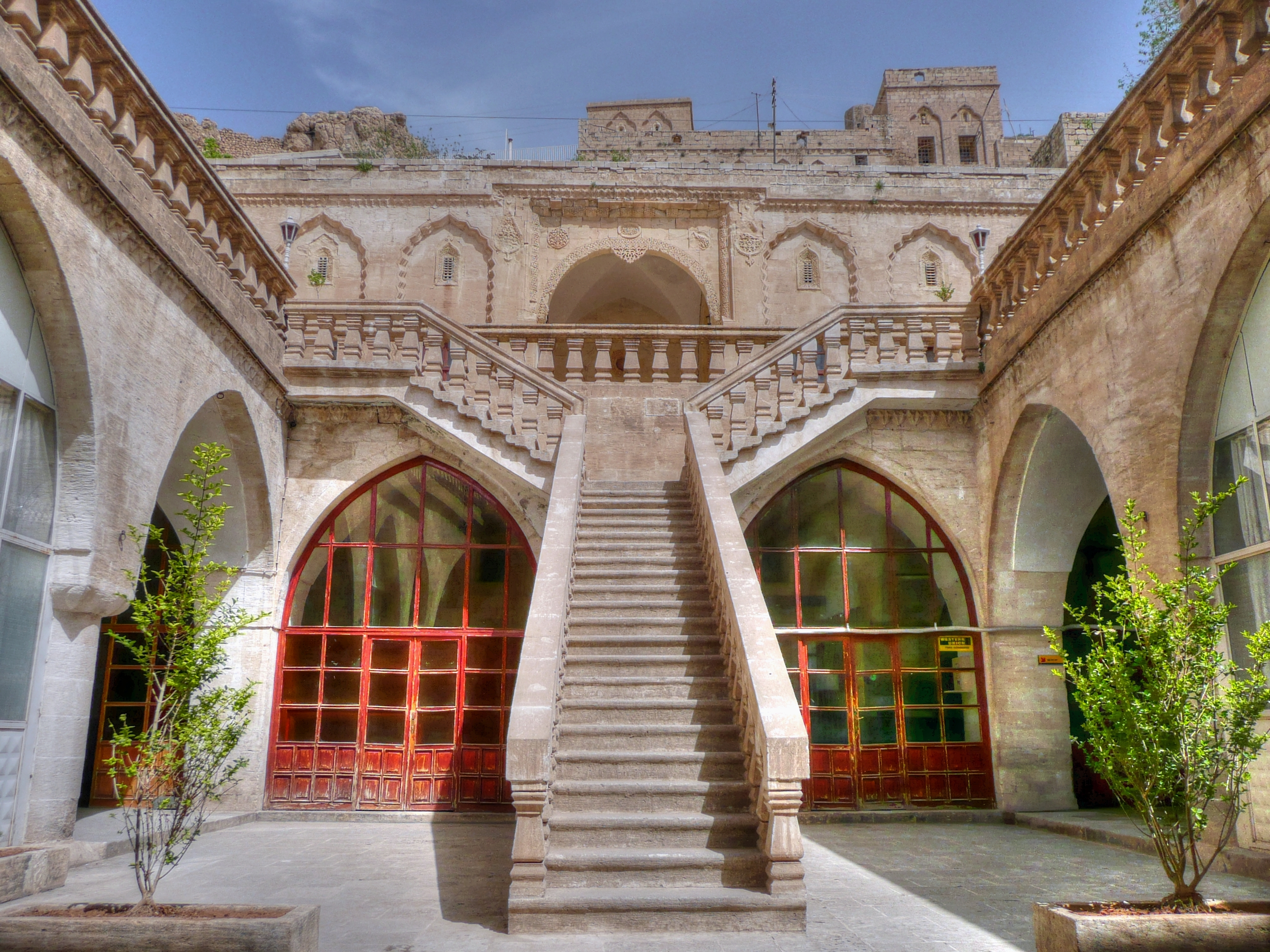
Ufficio postale
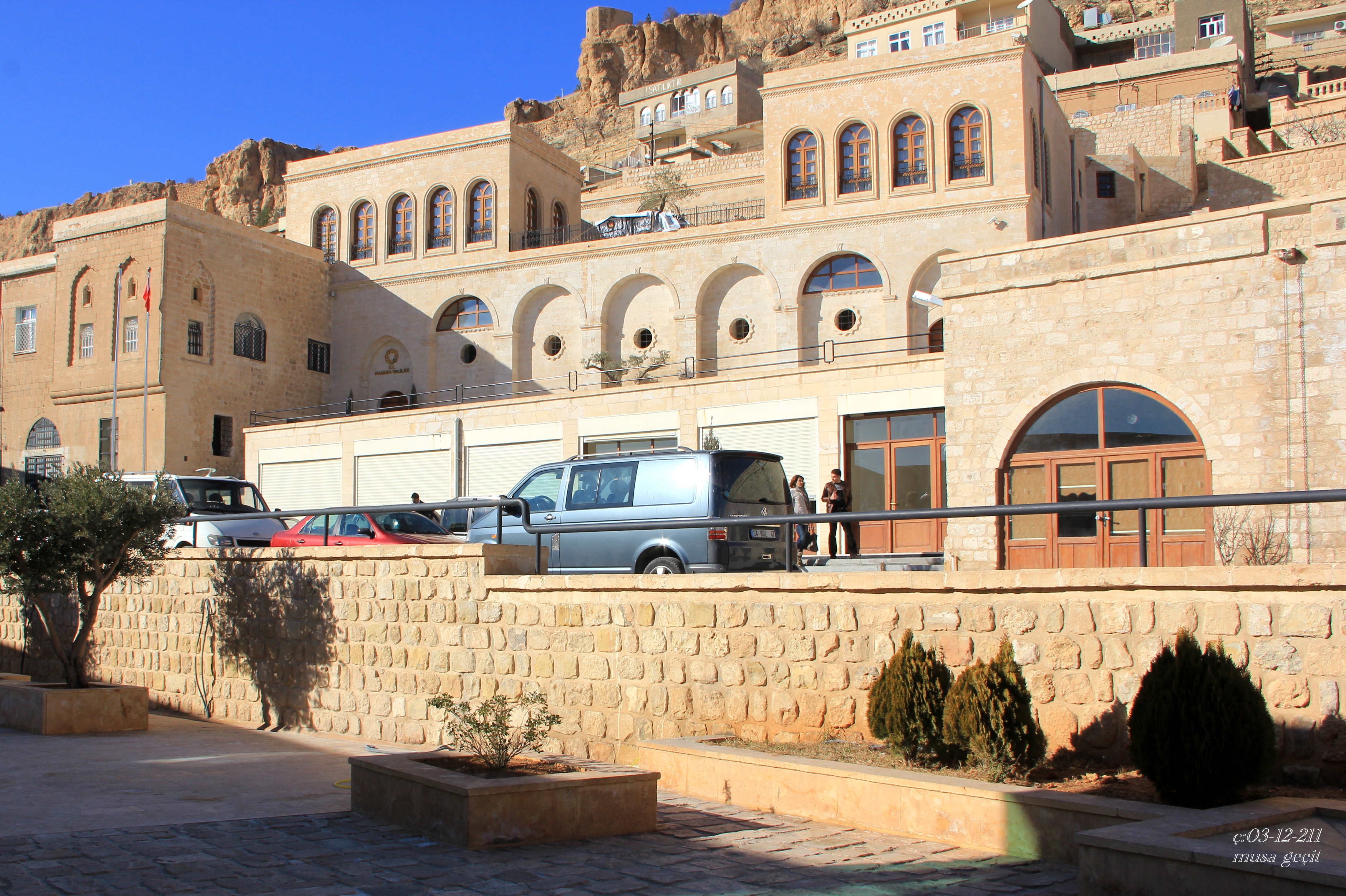
Quartiere di Mardin
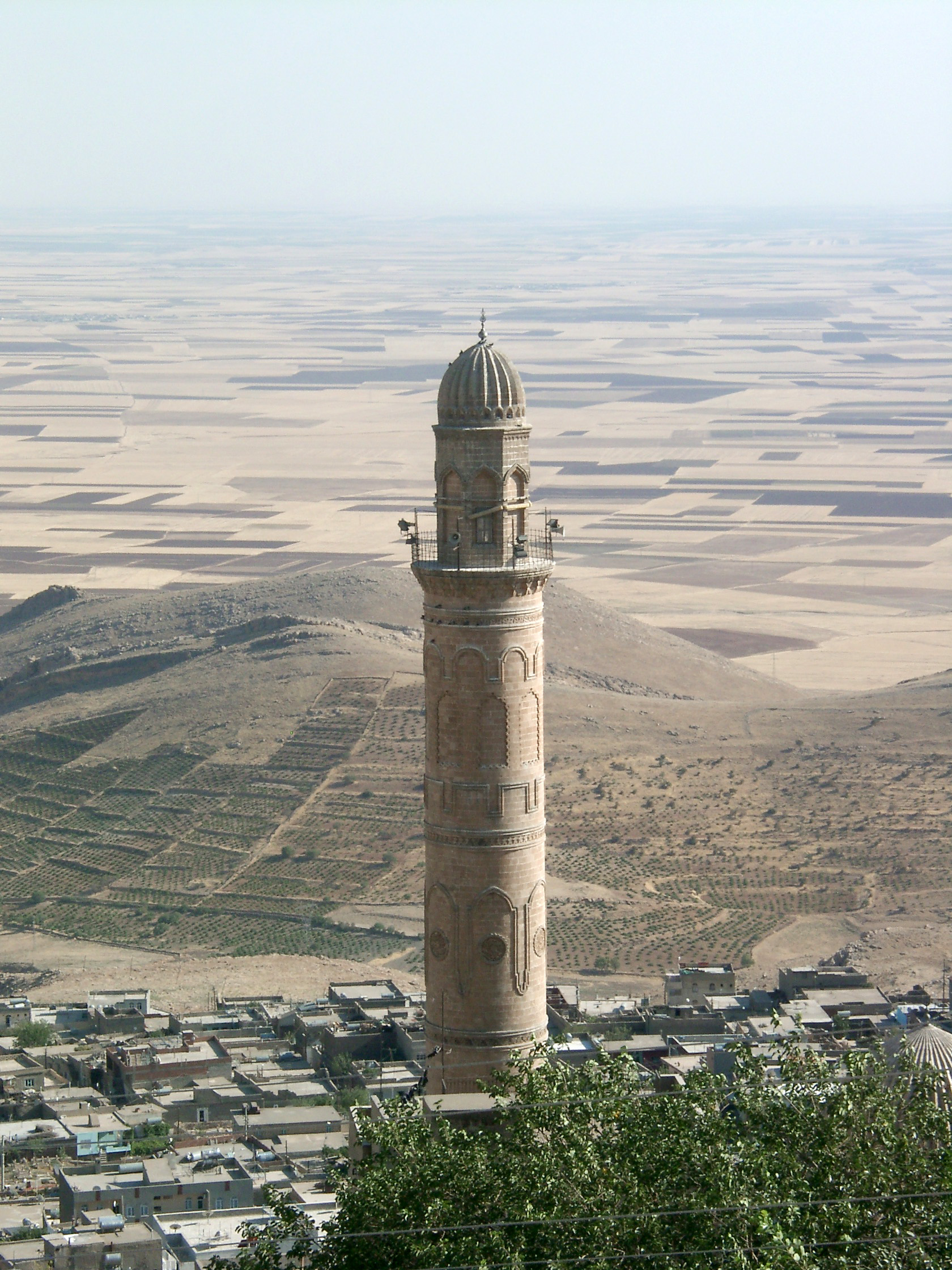
Minareto della Grande Moschea (Ulu Cami)
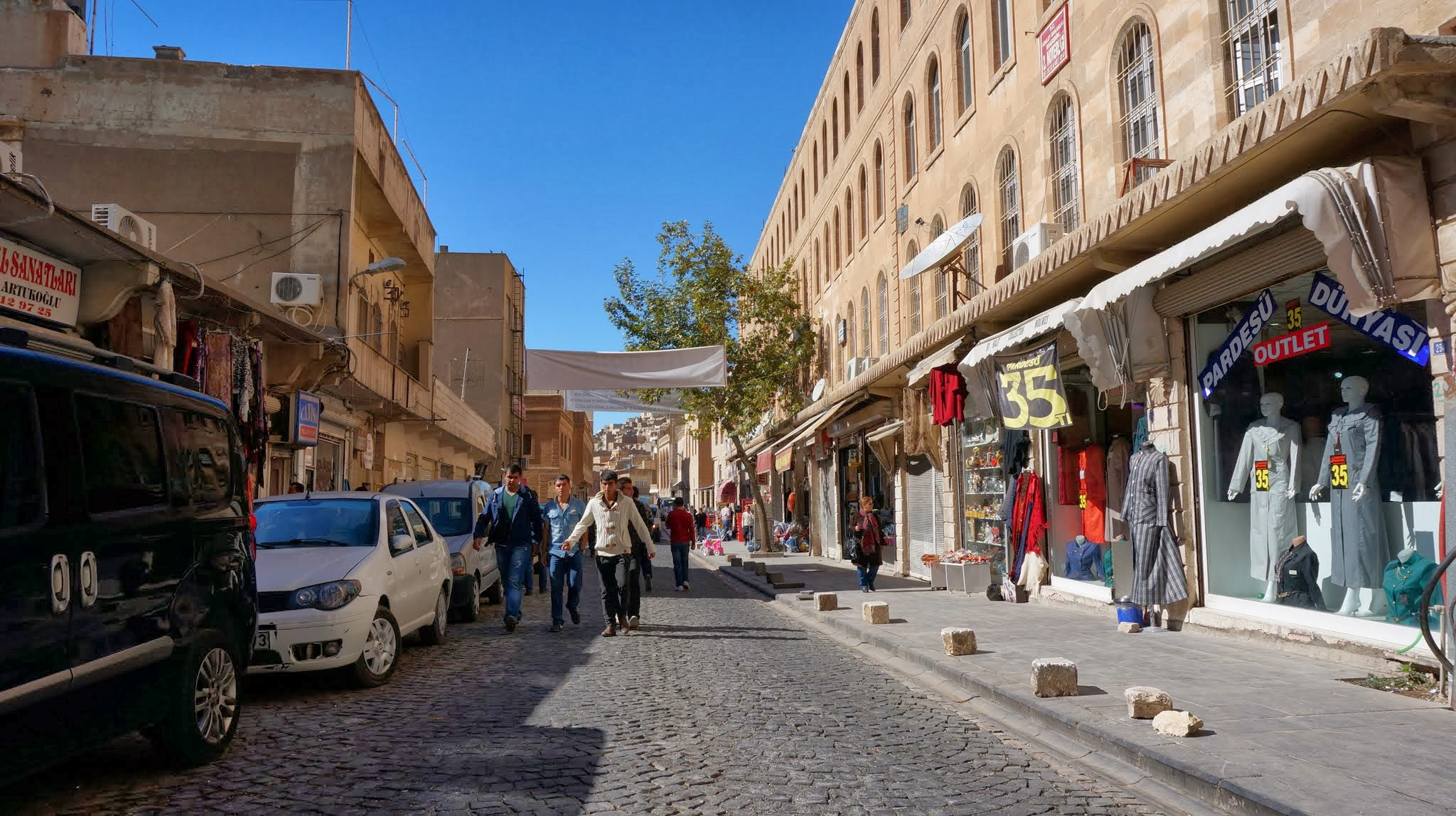
Strada del centro di Mardin
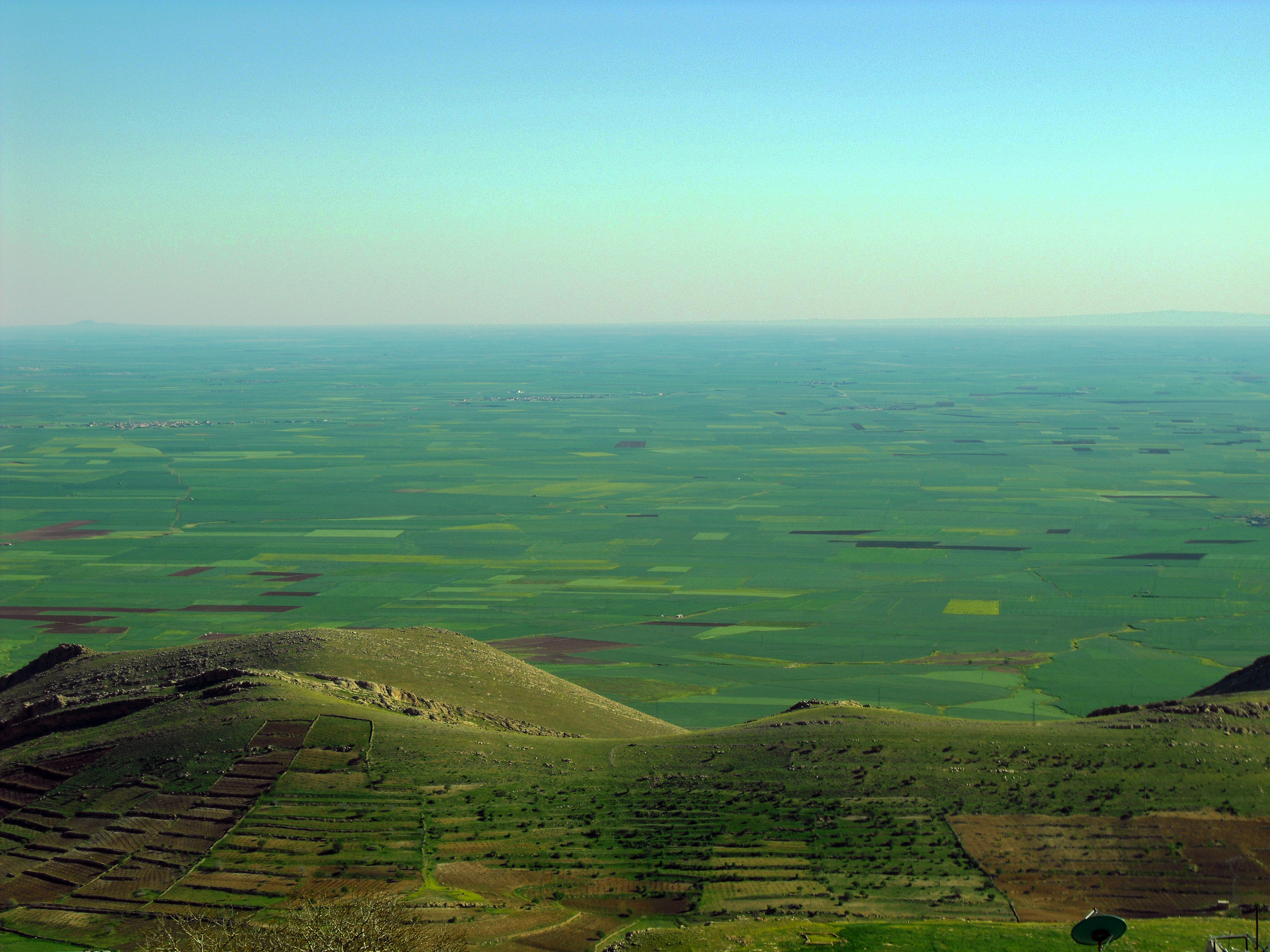
Paesaggio a sud di Mardin